# Bandijerna
Bandijerna, cyr. Бандијерна – szczyt w paśmie Durmitor, w Górach Dynarskich, położony w Czarnogórze.